# Sergio Campana (pilote automobile)
Pour les articles homonymes, voir Sergio Campana et Campana (homonymie).
Pour le footballeur et avocat, voir Sergio Campana (football)
Sergio Campana, né le 5 juin 1986 à Reggio d'Émilie en Italie, est un pilote automobile italien. Il a pris part à des championnats tels que l'Eurocup Formula Renault 2.0 et le Championnat d'Italie de Formule 3 qu'il a remporté en 2011 avec l'écurie BVM Srl.
Il participe actuellement aux European Le Mans Series avec l'écurie Anglaise BHK Motorsport.

## Carrière
En 2011, tout juste auréolé du titre de champion d'Italie de Formule 3, Sergio Campana s'est vu offrir l'occasion de réaliser un test avec la Scuderia Ferrari sur le Circuit de Vallelunga avec une Ferrari F60.
En 2012, pour sa première saison en Auto GP, Sergio Campana a remporté sa première course sur le Circuit Moulay El Hassan à Marrakech en livrant une superbe lutte avec Adrian Quaife-Hobbs.
En 2013, alors qu'il réalisait une bonne saison dans le championnat Auto GP, Sergio Campana saisit l'occasion de prendre part à la manche de Monza en remplaçant Ricardo Teixeira. Cela s'est fait dans des conditions difficiles car avant de participer à cette course, il n'avait fait aucun test au volant de la monoplace.
En 2019, après avoir principalement roulé dans des championnats monoplaces et quelques courses en Porsche Carrera Cup Italie, Sergio Campana découvre une nouvelle discipline, l'European Le Mans Series avec l'écurie Anglaise BHK Motorsport aux mains d'une Oreca 07 dans la catégorie LMP2. Cette saison sera également une première pour cette écurie qui évoluait jusqu'à présent déjà en European Le Mans Series mais dans la catégorie LMP3.

## Palmarès

### European Le Mans Series
| Année | Écurie         | Châssis  | Moteur                              | Classe | 1             | 2             | 3             | 4             | 5             | 6             | Position | Points |
| ----- | -------------- | -------- | ----------------------------------- | ------ | ------------- | ------------- | ------------- | ------------- | ------------- | ------------- | -------- | ------ |
| 2019  | BHK Motorsport | Oreca 07 | Gibson GK428 4.2 L V8 atmosphérique | LMP2   | LEC gén: cls: | MON gén: cls: | BAR gén: cls: | SIL gén: cls: | SPA gén: cls: | ALG gén: cls: |          |        |

### GP2 Series
| Année | Écurie                    | 1       | 2       | 3       | 4       | 5       | 6       | 7       | 8       | 9       | 10      | 11      | 12      | 13      | 14      | 15      | 16      | 17         | 18           | 19          | 20         | 21      | 22      | Position | Points |
| ----- | ------------------------- | ------- | ------- | ------- | ------- | ------- | ------- | ------- | ------- | ------- | ------- | ------- | ------- | ------- | ------- | ------- | ------- | ---------- | ------------ | ----------- | ---------- | ------- | ------- | -------- | ------ |
| 2013  | Trident Racing            | SEP FEA | SEP SPR | BHR FEA | BHR SPR | CAT FEA | CAT SPR | MON FEA | MON SPR | SIL FEA | SIL SPR | NÜR FEA | NÜR SPR | HUN FEA | HUN SPR | SPA FEA | SPA SPR | MNZ FEA 15 | MNZ SPR 24   | MRN FEA     | MRN SPR    | YMC FEA | YMC SPR | 32e      | 0      |
| 2014  | Venezuela GP Lazarus (en) | BHR FEA | BHR SPR | CAT FEA | CAT SPR | MON FEA | MON SPR | RBR FEA | RBR SPR | SIL FEA | SIL SPR | HOC FEA | HOC SPR | HUN FEA | HUN SPR | SPA FEA | SPA SPR | MNZ FEA 15 | MNZ SPR Abd. | SOC FEA DNS | SOC SPR 20 | YMC FEA | YMC SPR | 30e      | 0      |

### Auto GP
| Année | Écurie               | 1         | 2          | 3       | 4          | 5       | 6        | 7          | 8       | 9       | 10       | 11        | 12      | 13      | 14      | 15      | 16    | Position | Points |
| ----- | -------------------- | --------- | ---------- | ------- | ---------- | ------- | -------- | ---------- | ------- | ------- | -------- | --------- | ------- | ------- | ------- | ------- | ----- | -------- | ------ |
| 2012  | Team MLR71           | MNZ 1 10  | MNZ 2 13   | VAL 1 5 | VAL 2 9    | MAR 1   | MAR 2 13 | HUN 1 Abd. | HUN 2 7 | ALG 1 5 | ALG 2 4  |           |         |         |         |         |       | 6e       | 90     |
| 2012  | Euronova Racing (en) |           |            |         |            |         |          |            |         |         |          | CUR 1 11† | CUR 2 8 |         |         |         |       | 6e       | 90     |
| 2012  | Zele Racing (en)     |           |            |         |            |         |          |            |         |         |          |           |         | SON 1 4 | SON 2 3 |         |       | 6e       | 90     |
| 2013  | Ibiza Racing Team    | MNZ 1     | MNZ 2 4    | MAR 1   | MAR 2 Abd. | HUN 1 3 | HUN 2    | SIL 1 7    | SIL 2   | MUG 1   | MUG 2 12 | NÜR 1 5   | NÜR 2 4 | DON 1 5 | DON 2 6 | BRN 2 6 | BRN 2 | 3e       | 197    |
| 2014  | Zele Racing (en)     | MAR 1 10† | MAR 2 Abd. | LEC 1   | LEC 2      | HUN 1   | HUN 2    | MNZ 1      | MNZ 2   | IMO 1   | IMO 2    | RBR 1     | RBR 2   | NÜR 1   | NÜR 2   | EST 1   | EST 2 | 21e      | 1      |